# Отрасль права
О́трасль пра́ва — область системы права, представляющая собой систему норм права, регулирующих качественно однородную группу общественных отношений. Отрасль характеризуется своеобразием предмета и метода правового регулирования.
В свою очередь отрасль права подразделяется на отдельные взаимосвязанные составляющие, которые называются институтами права.
Основаниями для деления права на отрасли считаются:
- предмет правового регулирования — однородная и отделимая от других группа общественных отношений;
- метод правового регулирования — совокупность приёмов, способов воздействия на общественные отношения;
- способность к взаимодействию с другими отраслями права как подсистемами одного и того же уровня;
- кодификация (наличие кодифицированного акта -кодекса).

В системе права выделяют отрасли материального и процессуального права. Но наряду с основными отраслями права в системе российского права нередко выделяют так называемые комплексные отрасли. Эти отрасли формируются на стыке двух или нескольких основных отраслей права, как правило, они складываются из некоторых основных отраслей права. К ним относятся: предпринимательское право, коммерческое право, банковское, транспортное, аграрное (или сельскохозяйственное) право. В составе наиболее крупных отраслей права есть подотрасли. В составе гражданского права выделяется авторское, наследственное.

## Материальные отрасли права
Отрасли материального права оказывают непосредственное воздействие на общественные отношения путём прямого, непосредственного правового регулирования. Объектом материального права выступают имущественные, трудовые, семейные и иные материальные отношения, большинство отраслей права относится к категории материального права.
- Административное право;
- Гражданское право;
- Земельное право;
- Конституционное право;
- Налоговое право;
- Семейное право;
- Таможенное право;
- Трудовое право;
- Уголовное право;
- Уголовно-исполнительное право;
- Финансовое право;
- Экологическое право.

## Процессуальные отрасли права
Процессуальное право регулирует порядок, процедуру осуществления прав и обязанностей сторон. Оно регулирует отношения, возникающие в таких процессах как: расследования преступлений, рассмотрения и разрешения уголовных, гражданских, арбитражных дел, а также дел об административных правонарушениях, и дел, рассматриваемых в порядке конституционного судопроизводства. Процессуальное право закрепляет процессуальные формы, необходимые для осуществления и защиты материального права.
К процессуальным отраслям права относятся:
- Арбитражное процессуальное право (особенность России);
- Гражданское процессуальное право;
- Административное судопроизводство;
- Уголовно-процессуальное право.

Обе системы отраслей тесно связаны, хотя процессуальное обслуживает материальное право.

## Список комплексных отраслей права
Современная правовая наука выделяет следующие комплексные отрасли права:
- Предпринимательское право;
- Экономическое право.

Международное право можно рассматривать как качественно иную правовую систему, отличную по сравнению с внутригосударственным правом. В нём также выделяются отрасли, в то время как само его считать отраслью права неверно.